# Ulawun
L'Ulawun, également appelé The Father, Ulawon, Uluwun, Vatr ou encore North Son, est un volcan de Papouasie-Nouvelle-Guinée situé dans l'île de Nouvelle-Bretagne.

## Géographie

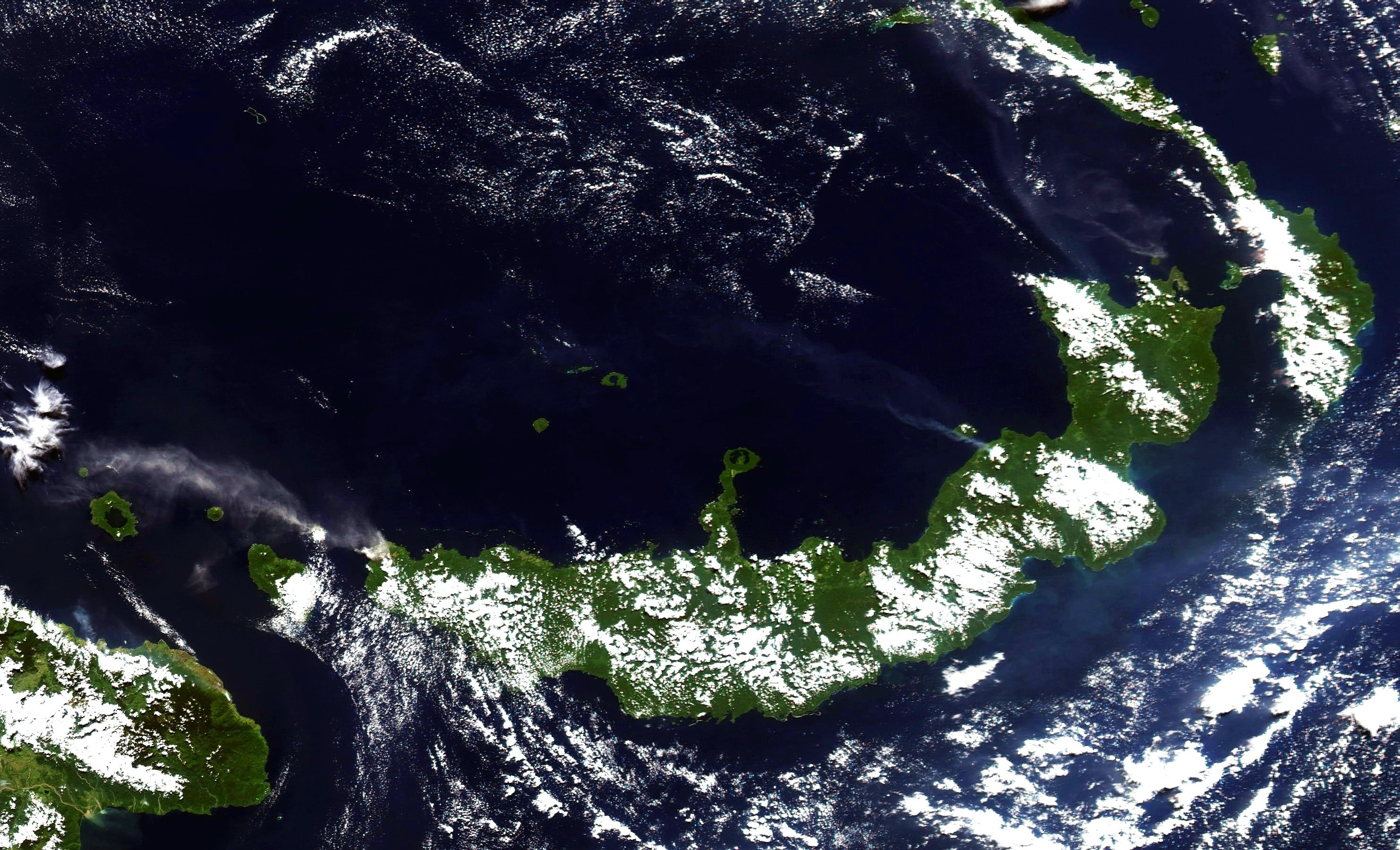
Image satellite de la Nouvelle-Bretagne avec le panache éruptif de l'Ulawun visible au-dessus de la mer de Bismarck, dans le centre droit de l'image.

L'Ulawun est situé dans le centre de la Papouasie-Nouvelle-Guinée, dans l'Est de l'île de Nouvelle-Bretagne, sur sa côte septentrionale qui donne sur la mer de Bismarck, entouré par le volcan Bamus qui se trouve au sud-ouest. Le volcan se trouve à cheval sur les districts de Nouvelle-Bretagne orientale au sud-est et de Nouvelle-Bretagne occidentale au nord-ouest.
Le volcan se présente sous la forme d'un cône aux pentes régulières, très raides et symétriques culminant à 2 334 mètres d'altitude ce qui en fait le point culminant de l'île de l'archipel Bismarck. Le seul relief notable sur les pentes du volcan est constitué d'un escarpement résultant d'un affaissement et orienté est-ouest sur les pentes sud de la montagne. Aux pieds du volcan, à l'est et au nord-ouest se trouvent quelques petites bouches éruptives latérales.
Le volcan est soumis à un climat équatorial qui permet l'établissement d'une forêt tropicale humide hormis dans les mille derniers mètres où la montagne est dépourvue de végétation.
Les laves émises par l'Ulawun au cours d'éruptions majoritairement explosives sont basaltiques à andésitiques ce qui classe l'Ulawun parmi les volcans gris de la ceinture de feu du Pacifique.

## Histoire

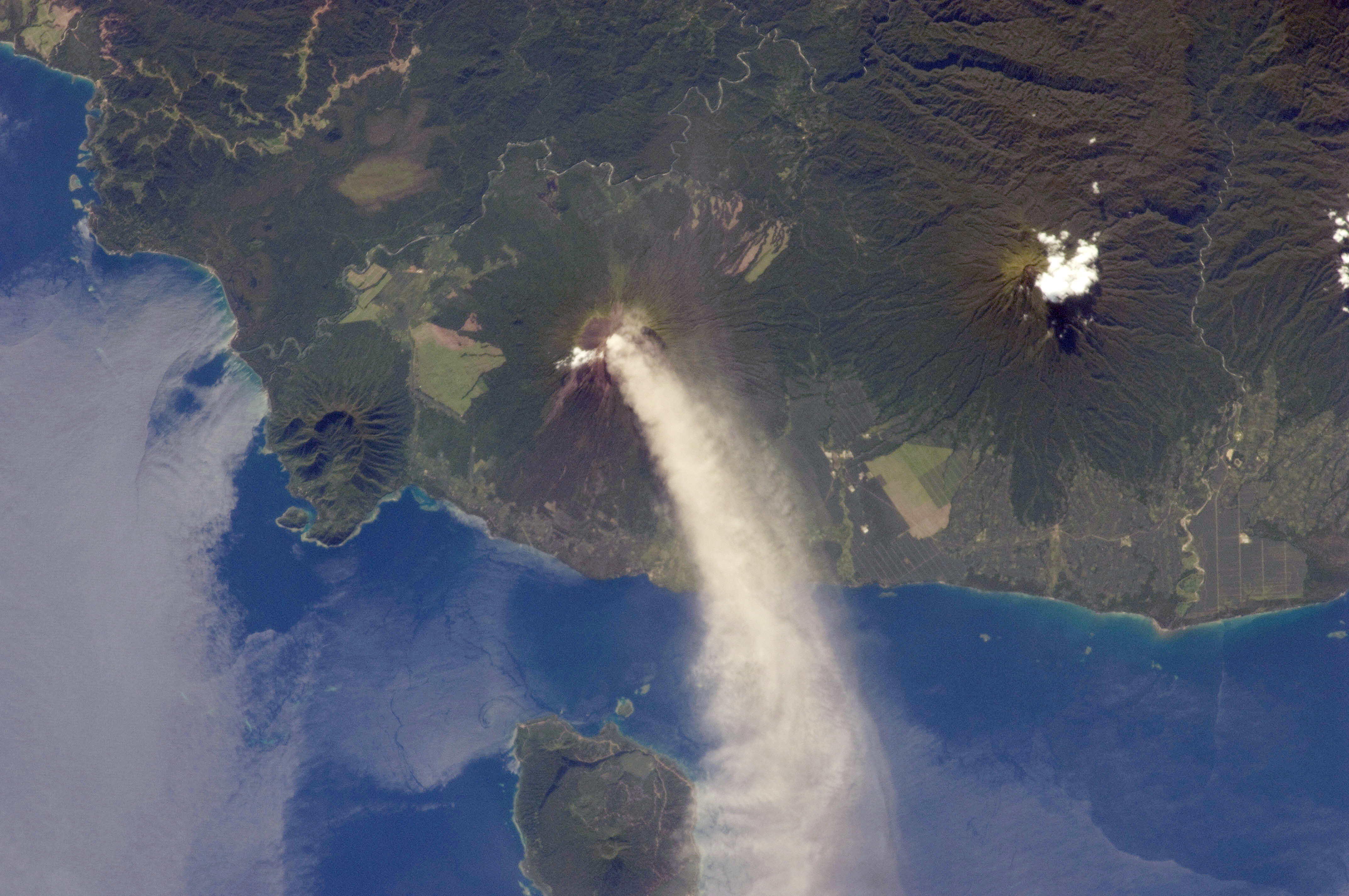
Vue de l'Ulawun (au centre), en éruption en novembre 2012, depuis l'espace.

Observées depuis le début du XVIIIe siècle, les éruptions de l'Ulawun sont majoritairement explosives avec des nuées ardentes, des lahars et des explosions phréatiques hormis une parenthèse plus effusive entre 1970 et les années 1990,. Généralement de niveau compris entre 1 et 3, l'indice d'explosivité volcanique est parfois de 4 comme lors de l'éruption du 28 septembre 2000 au 1er novembre 2000 au cours de laquelle des explosions, des nuées ardentes et des lahars ont provoqué des dégâts matériels et forcé les populations à évacuer.
Le 26 juin 2019, l'Ulawun entre de nouveau en éruption, provoquant un regain d'activité sismique. Les villages aux alentours sont évacués dès les premières détections sismiques.